# Hippa admirabilis
Hippa admirabilis is een tienpotigensoort uit de familie van de Hippidae. De wetenschappelijke naam van de soort is voor het eerst geldig gepubliceerd in 1892 door Thallwitz.